# Paul Lambert
Paul Lambert (* 7. August 1969 in Glasgow) ist ein ehemaliger schottischer Fußballspieler und aktueller Fußballtrainer.

## Sportliche Laufbahn

### Vereinskarriere
Paul Lambert begann seine Fußballerkarriere 1984 in Schottland bei den Linwood Rangers und wechselte 1985 zum FC St. Mirren. Nach acht Jahren bei diesem Club wechselte er 1993 zum FC Motherwell. Hier fiel er bei einem UEFA-Pokal-Spiel gegen Borussia Dortmund dem Dortmunder Trainer Ottmar Hitzfeld auf, der ihn 1996 nach Dortmund lotste. Der kampfstarke Mittelfeldspieler avancierte bei den Borussen zum Publikumsliebling und gewann 1996/97 mit den Dortmundern die Champions League.
Noch im Verlauf der Bundesligasaison 1997/98 wechselte er zurück auf die Insel. Lambert schloss sich Anfang November 1997 Celtic Glasgow an, wo er bis 2005 spielte und während dieser Zeit vier Mal die schottische Meisterschaft sowie drei Mal den Scottish FA Cup gewann. 2002 wurde er zu Schottlands Fußballer des Jahres gewählt. Anschließend ließ er seine Karriere, in der er 70 Partien im Europapokal bestritt, beim FC Livingston ausklingen.

### Auswahleinsätze
Als Nationalspieler vertrat er von 1995 bis 2003 sein Heimatland Schottland auf der internationalen Bühne und kam auf insgesamt 40 Länderspiele und einen Torerfolg. Lambert zählte zum Kader der Bravehearts bei der Fußball-Weltmeisterschaft 1998. Sein letztes Länderspiel war am 10. September 2003 die 1:2-Niederlage in der Qualifikation zur Fußball-Europameisterschaft 2004 gegen Deutschland.

## Trainerlaufbahn
In der Saison 2005/06 trat er seinen ersten Profitrainerposten beim schottischen Erstligisten FC Livingston an. Es folgten Engagements bei den Wycombe Wanderers und Colchester United.
Am 18. August 2009 wurde er Trainer von Norwich City. In seiner Debütsaison führte er den Verein als Gewinner der Football League One zum Aufstieg in die zweitklassige Football League Championship. Im November 2009 wurde er in die Scottish Football Hall of Fame aufgenommen. In der nächsten Saison (2010/11) erzielte er seinen – nach eigenen Aussagen – größten Erfolg mit dem direkten Durchmarsch als Zweitplatzierter der Football League Championship in die Premier League. Am 31. Mai 2012 bot Lambert seinen Rücktritt als Trainer bei Norwich City an, der Club verweigerte ihm diesen jedoch. Zwei Tage später wurde er als neuer Trainer von Aston Villa vorgestellt.
Lambert setzte in seiner Zeit als Trainer von Aston Villa verstärkt auf Nachwuchsspieler, nachdem unter Vorgänger Alex McLeish teure Transfers wie der von Darren Bent nicht die erhoffte Wirkung gezeigt hatten. Mit jungen Spielern wie Andreas Weimann und Christian Benteke (19 Tore) gelang in der Saison 2012/13 der Klassenerhalt. In der darauffolgenden Saison sackte Villa unter Lambert nach einem guten Start in den Tabellenrängen immer weiter ab. Nach 34 Punkten im März geriet Villa immer stärker in den Abstiegskampf; nach einem 3:1 gegen Hull City im Mai war der Verbleib in der Premier League jedoch gesichert. In der Premier League 2014/15 gelang mit einigen 1:0-Siegen ein guter Start. Lambert unterschrieb daraufhin am 17. September 2014 einen neuen Vierjahresvertrag. Allerdings sank die Formkurve von Villa daraufhin stark ab und kulminierte in einer der längsten Phasen (im Dezember 2014 und Januar 2015 insgesamt 659 Spielminuten) ohne Torerfolg bisher in der Premier League. In der Tabelle rutsche Villa immer mehr den Abstiegsrängen entgegen. Nach einer 5:0-Niederlage gegen Arsenal und einer schlechten Leistung gegen Hull City fand sich Aston Villa auf einem Abstiegsrang wieder. Villa hatte zu diesem Zeitpunkt in 25 Spielen insgesamt nur 12 Tore erzielt. Als Reaktion darauf wurde Lambert nach zehn sieglosen Spielen in Folge am 11. Februar 2015 entlassen. Im November 2015 übernahm Lambert den englischen Zweitligisten Blackburn Rovers. Den finanziell angeschlagenen Verein konnte er in der 2. Liga halten, der Vertrag wurde am Ende der Saison 2015/16 jedoch aufgelöst. Im November 2016 wurde Lambert Trainer der Wolverhampton Wanderers. Bereits am Saisonende 2016/17 wurde die Zusammenarbeit beendet.
Im Januar 2018 übernahm er den Erstligisten Stoke City. Mit nur zwei Siegen aus 15 Spielen gelang es ihm aber nicht, den Klub vor dem Abstieg aus der Premier League zu bewahren und Lambert verließ den Verein zum Saisonende wieder. Ende Oktober 2018 übernahm er den auf dem letzten Tabellenplatz liegenden englischen Zweitligisten Ipswich Town. Nachdem der Klassenerhalt nicht gelungen war, platzierte sich Lambert mit Ipswich in der Saison 2019/20, die im Frühjahr 2020 aufgrund der weltweiten COVID-19-Pandemie abgebrochen worden war, im Tabellenmittelfeld. In der Spielzeit 2020/21 lag Lambert Anfang März 2021 mit Ipswich zwei Punkte hinter den Play-off-Plätzen für die Aufstiegsspiele, als er seinen Vertrag wegen „bedeutender Meinungsverschiedenheiten“ mit dem Vereinseigentümer Marcus Evans „in gegenseitigem Einvernehmen“ auflöste.

## Erfolge/Titel
Mit seinen Vereinen
- Schottischer Meister: 1998, 2001, 2002, 2004
- Schottischer Pokalsieger:  1987, 2001, 2004, 2005
- Schottischer Ligapokalsieger: 1998, 2001
- UEFA-Champions-League-Sieger: 1997